# Wilhelm Reif
Wilhelm Reif, SVB (11. listopadu 1903, Mohelnice – 15. března 1944 na ostrově Kairiru, Papua Nová Guinea) byl katolický kněz, verbista, misionář a mučedník.
Narodil se jako syn nádeníka a kováře Klemense Reifa a jeho ženy Anny, roz. Kornerové. V letech 1918–1926 studoval na gymnáziu verbistů v Nise. Následně žil v misijním domě sv. Gabriela u Mödlingu v Rakousku. Tam složil roku 1928 časné a roku 1932 věčné řeholní sliby. Dne 24. září 1933 přijal kněžské svěcení a záhy se odebral na Novou Guineu jako misionář. Tam byl po deseti letech služby Japonci sťat.